# Micromyzodium
Micromyzodium (лат.) — род тлей из подсемейства Aphidinae (Macrosiphini). Восточная и Южная Азия.

## Описание
Мелкие насекомые, длина около 2 мм.
Ассоциированы с папортниковыми растениями Adiantum, Asplenium, Cheilanthes, Eriosorus, Nephrolepis, Pityrogramma, Polypodium, Pteris, Thelypteris), а также с некоторыми цветковыми, например Didymocarpus и Streptocarpus (Gesneriaceae), Aristolochia (Aristolachiaceae), Cypripedium (Orchidaceae) и Geranium (Geraniaceae). Близок к тлям рода Micromyzus и Micromyzella, но отличается более длинными досальными волосками. Диплоидный набор хромосом 2n=10, 12.
- Micromyzodium clinopodii
- Micromyzodium dasi Verma, 1970
- Micromyzodium filicium
- Micromyzodium kuwakusae
- Micromyzodium levipes
- Micromyzodium nipponicum
- Micromyzodium polypodii Takahashi, 1963
- Micromyzodium spinulosum Miyazaki, 1971
- Micromyzodium strobilanthi